# Grand Prix Formule 1 van Europa 2005
De Grand Prix Formule 1 van Europa 2005 werd gehouden op 29 mei op de Nürburgring in Nürburg.

## Uitslag
| Positie | Nummer | Rijder               | Team                | Ronden | Tijd/Opgave           | Startplaats | Punten |
| ------- | ------ | -------------------- | ------------------- | ------ | --------------------- | ----------- | ------ |
| 1       | 5      | Fernando Alonso      | Renault             | 59     | 1:31:46.648           | 6           | 10     |
| 2       | 8      | Nick Heidfeld        | Williams-BMW        | 59     | +16.567               | 1           | 8      |
| 3       | 2      | Rubens Barrichello   | Scuderia Ferrari    | 59     | +18.549               | 7           | 6      |
| 4       | 14     | David Coulthard      | Red Bull - Cosworth | 59     | +31.588               | 12          | 5      |
| 5       | 1      | Michael Schumacher   | Scuderia Ferrari    | 59     | +50.445               | 10          | 4      |
| 6       | 6      | Giancarlo Fisichella | Renault             | 59     | +51.932               | 9           | 3      |
| 7       | 10     | Juan Pablo Montoya   | McLaren - Mercedes  | 59     | +58.173               | 5           | 2      |
| 8       | 16     | Jarno Trulli         | Toyota              | 59     | +1:11.091             | 4           | 1      |
| 9       | 15     | Vitantonio Liuzzi    | Red Bull - Cosworth | 59     | +1:11.529             | 14          |        |
| 10      | 3      | Jenson Button        | BAR-Honda           | 59     | +1:35.786             | 13          |        |
| 11      | 9      | Kimi Räikkönen       | McLaren - Mercedes  | 58     | Wielophanging/Ongeluk | 2           |        |
| 12      | 4      | Takuma Sato          | BAR-Honda           | 58     | +1 Ronde              | 16          |        |
| 13      | 11     | Jacques Villeneuve   | Sauber - Petronas   | 58     | +1 Ronde              | 15          |        |
| 14      | 12     | Felipe Massa         | Sauber - Petronas   | 58     | +1 Ronde              | 11          |        |
| 15      | 18     | Tiago Monteiro       | Jordan-Toyota       | 58     | +1 Ronde              | 17          |        |
| 16      | 19     | Narain Karthikeyan   | Jordan-Toyota       | 58     | +1 Ronde              | 19          |        |
| 17      | 21     | Christijan Albers    | Minardi - Cosworth  | 57     | +2 Rondes             | 20          |        |
| 18      | 20     | Patrick Friesacher   | Minardi - Cosworth  | 56     | +3 Rondes             | 18          |        |
| Ret     | 17     | Ralf Schumacher      | Toyota              | 33     | Gespind               | 8           |        |
| Ret     | 7      | Mark Webber          | Williams-BMW        | 0      | Ongeluk               | 3           |        |

## Wetenswaardigheden
- Laatste pole position: Williams.
- Laatste race voor team: Vitantonio Liuzzi voor Red Bull Racing. Hij verving Christian Klien voor 4 races, die vanaf de volgende race weer het stuur overnam.
- Hoogste temperatuur: 34°C.
- Na twee races uitgesloten te zijn keerde het BAR-Honda team terug, maar ze mochten hun 5 weken oude motoren niet vervangen.
- Dit was het laatste podium voor BMW-motoren tot de Grand Prix van Bahrein 2008.
- Jarno Trulli kreeg een drive-through penalty omdat zijn monteurs nog op de grid stonden 15 seconden voor de paraderonde.
- David Coulthard kreeg een drive-through penalty omdat hij de snelheid in de pitstraat overschreed.
- Tiago Monteiro en Christijan Albers kregen een drive-through penalty omdat ze blauwe vlaggen negeerden.
- Dit was de eerste race van 2005 waarin het normale kwalificatiesysteem waarin 1 ronde wordt gereden in plaats van 2 wordt gebruikt.

## Standen na de Grand Prix

### Coureurs
| Positie | Nummer | Rijder          | Team     | Punten |
| ------- | ------ | --------------- | -------- | ------ |
| 1       | 5      | Fernando Alonso | Renault  | 59     |
| 2       | 9      | Kimi Räikkönen  | McLaren  | 27     |
| 3       | 16     | Jarno Trulli    | Toyota   | 27     |
| 4       | 8      | Nick Heidfeld   | Williams | 25     |
| 5       | 7      | Mark Webber     | Williams | 18     |

### Constructeurs
| Positie | Nummers | Team             | Rijders                               | Punten |
| ------- | ------- | ---------------- | ------------------------------------- | ------ |
| 1       | 5 6     | Renault          | Fernando Alonso Giancarlo Fisichella  | 76     |
| 2       | 9 10    | McLaren          | Kimi Räikkönen Juan Pablo Montoya     | 55     |
| 3       | 16 17   | Toyota           | Jarno Trulli Ralf Schumacher          | 44     |
| 4       | 7 8     | Williams         | Mark Webber Nick Heidfeld             | 43     |
| 5       | 1 2     | Scuderia Ferrari | Michael Schumacher Rubens Barrichello | 31     |

## Statistieken
| Snelste ronde | Fernando Alonso | Renault | 1:30.711 |

## Noot
- Dit was de eerste pole position en de eerste ronde als raceleider voor Nick Heidfeld.
- Vijfde Grand Prix-winst voor Fernando Alonso en voor een Spaanse coureur.

Als eretitel: 1923 (Italië) · 1924 (Frankrijk) · 1925 (België) · 1926 (San Sebastián) · 1927 (Italië) · 1928 (Italië) · 1930 (België) · 1947 (België) · 1948 (Zwitserland) · 1949 (Italië) · 1950 (Groot-Brittannië) · 1951 (Frankrijk) · 1952 (België) · 1954 (Duitsland) · 1955 (Monaco) · 1956 (Italië) · 1957 (Groot-Brittannië) · 1958 (België) · 1959 (Frankrijk) · 1960 (Italië) · 1961 (Duitsland) · 1962 (Nederland) · 1963 (Monaco) · 1964 (Groot-Brittannië) · 1965 (België) · 1966 (Frankrijk) · 1967 (Italië) · 1968 (Duitsland) · 1972 (Groot-Brittannië) · 1973 (België) · 1974 (Duitsland) · 1975 (Oostenrijk) · 1976 (Nederland) · 1977 (Groot-Brittannië)
Als alleenstaande race: 1983 · 1984 · 1985 · 1993 · 1994 · 1995 · 1996 · 1997 · 1999 · 2000 · 2001 · 2002 · 2003 · 2004 · 2005 · 2006 · 2007 · 2008 · 2009 · 2010 · 2011 · 2012 · 2016